# Cine de suspenso

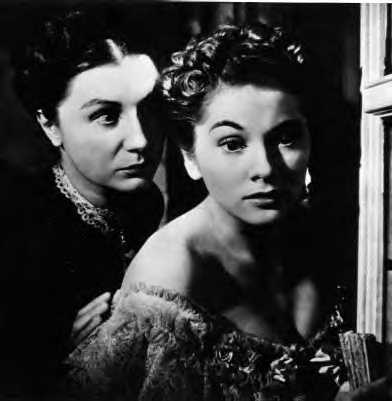
Un tema común en los thrillers involucra a víctimas inocentes enfrentándose a adversarios desquiciados, como se ve en la película de Hitchcock Rebecca (1940), donde la señora Danvers intenta persuadir a la señora De Winter para que salte a su muerte.

El cine de suspenso, también conocido como cine de intriga o thriller de suspenso, es un amplio género cinematográfico que genera emoción y suspenso en la audiencia. En este género, el cineasta explota especialmente el elemento de suspense presente en el argumento de la mayoría de las películas. La tensión se crea al retrasar lo que la audiencia percibe como inevitable y se construye a través de situaciones que son amenazantes o donde la escapatoria parece imposible.
El encubrimiento de información importante al espectador y las escenas de lucha y persecución son métodos comunes. En las películas de suspenso la vida suele estar amenazada, como cuando el protagonista no se da cuenta de que está entrando en una situación peligrosa. Los personajes de las películas de suspenso entran en conflicto entre sí o con una fuerza externa, que a veces puede ser abstracta. El protagonista suele enfrentarse a algún problema como una huida, una misión o un misterio.
El guionista y académico Eric R. Williams identifica las películas de suspense como uno de los once supergéneros en su taxonomía del guionistas, afirmando que todas las películas narrativas de largometraje pueden clasificarse por estos supergéneros. Los otros diez son: acción, policíaco, fantasía, terror, romance, ciencia ficción, drama cotidiano, deportes, bélico y wéstern. Las películas de suspenso suelen hibridarse con otros supergéneros; los híbridos más comunes incluyen el suspenso de acción, el suspenso de fantasía y el suspenso de ciencia ficción. Las películas de suspenso comparten una relación cercana con las películas de terror, ambas generando tensión. En tramas sobre crímenes las películas de suspenso se centran menos en el criminal o el detective y más en generar la sensación de suspense. Los temas comunes incluyen terrorismo, conspiraciones políticas, persecuciones y triángulos amorosos que conducen a asesinatos.
En 2001, el Instituto Estadounidense del Cine (AFI; American Film Institute) seleccionó la 100 mejores películas estadounidenses emocionantes y que llenas de adrenalina de todos los tiempos. Las 400 películas nominadas debían ser de producción estadounidense y cuyos momentos emocionantes hayan «enriquecido el patrimonio cinematográfico de Estados Unidos». El AFI pidió a los jurados considerar «el impacto adrenalínico total del arte y el trabajo artesanal de una película».

## Características
En su libro sobre el género, Martin Rubin afirmó que la etiqueta suspenso (thriller en inglés) era altamente problemática, declarando que «la amplitud y vaguedad de la categoría de suspenso desalientan los esfuerzos por definirla con precisión». Esto fue respaldado por Charles Derry en su libro The Suspense Thriller, donde señala que los términos thriller de suspenso, thriller y película de suspenso se usan continuamente en la prensa popular, escritos académicos y la industria cinematográfica sin un acuerdo claro sobre su definición. A diferencia de otros géneros como el wéstern, que tiene una iconografía reconocible (vaqueros, salones, paisajes del suroeste), las películas de suspenso carecen de dicha iconografía única. Rubin afirmó que dichos filmes involucran un exceso de ciertas cualidades más allá de las narrativas: tienden a enfatizar la acción, el suspenso y la atmósfera, y a destacar sentimientos de «tensión, miedo, misterio, euforia, emoción, velocidad, movimiento» sobre sentimientos más sensibles, cerebrales o emocionalmente pesados. Rubin describió las películas de suspenso como cuantitativas y cualitativas, ya que prácticamente todas las películas narrativas podrían considerarse emocionantes en algún grado, pero en un cierto punto difuso, las películas se vuelven lo suficientemente emocionantes como para ser consideradas parte del género.
Para Alfred Hitchcock, un director muy asociado con el género, afirmó que el whodunit generaba «el tipo de curiosidad que está vacía de emoción y la emoción es un ingrediente esencial del suspenso», por lo que para Hitchcock, «el misterio rara vez es suspenso». En sus discusiones sobre el suspenso político, Pablo Castrillo y Pablo Echart afirmaron en 2015 que el concepto de cine de suspenso como una categoría amplia es «tradicionalmente poco claro» debido a las definiciones variadas entre autores, con sus «límites a menudo difuminados, superpuestos e hibridados con otros géneros».
En su libro The Suspense Thriller (1988), el especialista en estudios de género Charles Derry expresa que las películas de suspenso eran películas de crimen que carecían de una figura de detective tradicional y presentaban criminales no profesionales o víctimas inocentes como protagonistas, excluyendo películas que a menudo se etiquetan como suspenso, como historias de detectives de corte duro, películas de terror, películas de atracos y películas de espías. Derry encontró que la vulnerabilidad de los no profesionales o víctimas en situaciones desconocidas aumentaba el suspenso. Derry señaló específicamente el tema de inocente en fuga como coherente en el género, presentándolo en películas como Los 39 escalones (1935), Intriga internacional (1959) y películas de suspenso de conspiración como Asesinos S.A. (1974) y la comedia matizada El expreso de Chicago (1976).
Por otro lado, el profesor británico de comunicación Jerry Palmer en su libro Thrillers definió el género por raíces literarias, ideología y antecedentes sociológicos y afirmó que las películas de suspenso podían reducirse a dos componentes: un héroe y una conspiración. Palmer señaló que el héroe en debe ser profesional y competitivo, no un aficionado o ciudadano promedio y sugirió que personajes como el espía James Bond o el detective privado Mike Hammer eran «héroes por excelencia del suspenso». Palmer también señaló que las audiencias deben aprobar las acciones del héroe y adoptar su perspectiva moral. Palmer incluyó estilos como películas de detectives como parte del género.
Por su parte, Rubin argumentó en contra de la definición de Palmer, señalando que incluiría melodramas y dramas legal como Meet John Doe (1941) en el género y eliminaría películas como A pleno sol (1960) y Psicosis (1960). Rubin tomó como referencia el artículo «A Defence of Detective Stories» de G. K. Chesterton , afirmando que el mundo del suspenso está en un entorno urbano, opuesto a eras pasadas de caballeros, piratas y vaqueros, lo que ayuda al concepto de que «normalmente no se piensa en los wésterns como obras de suspenso aunque a menudo contienen mucha acción, aventuras, persecuciones y suspense». De manera similar, la película de aventuras se sitúa predominantemente en un entorno exótico y primitivo, alejado del ámbito de la existencia urbana moderna y cotidiana. En su libro Crime Movies: An Illustrated History, Carlos Clarens discutió la relación de la ubicación con las películas de suspenso, afirmando que las películas policíacas enfatizaban personajes socialmente simbólicos como el criminal, la ley y la sociedad, mientras que las películas de suspenso se preocupaban más por la violencia o disturbios dentro de una esfera privada.
Rubin afirmó que las películas de suspenso se adjuntaban a otros géneros como la película de espías, película de terror y varios subgéneros de películas policíacas más que a wésterns, musicales y películas bélicas. Derry también sugirió esto, afirmando que el suspenso era un género paraguas que abarca varios géneros más claramente definidos. Rubin fue más lejos al sugerir que posiblemente no existía tal cosa como un suspenso puro, ya que era más fácil aplicarlo como una cualidad a al cine de espionaje, suspenso de detectives, suspenso de terror. Rubin amplió sobre el uso problemático del género debido a su amplia utilización en los medios, como la revista estadounidense TV Guide que listó Basket Case (1982) como película de suspenso, mientras que su secuela Basket Case 2 (1990) era una comedia, y que películas tan diversas como la película de terror Halloween (1978), la película de detectives El gran sueño (1946), la comedia de Harold Lloyd El hombre mosca (1923), la película de espías de Hitchcock Intriga internacional (1959), la película de desastres La aventura del Poseidón (1972) y la película de monstruos de ciencia ficción Alien (1979) podían considerarse suspenso.

## Historia

### Precursores

#### Precinematografía
Debido a lo que Rubin describió como un «amplio e impreciso ámbito», es complicado intentar elaborar una historia minuciosa de géneros individuales, incluido el suspenso, y sugiere que es mejor ver el estilo en términos de ciclos.
Antes del desarrollo del cine, el género tiene conexiones con la ficción ampliamente basada del siglo XVIII. Los elementos del cine de suspenso se remontan a la primera novela gótica con El castillo de Otranto de Horace Walpole (1765), que llevó a El monje de Matthew Lewis (1796) y Los misterios de Udolfo y El Italiano de Ann Radcliffe (1794, 1797). Rubin señaló que la vulnerabilidad extendida de los protagonistas y víctimas cautivadas en la tensión e intriga anticipaba el género del suspenso, una afirmación respaldada por el ensayo de Robert D. Hume de 1969 que sostiene que la novela gótica involucraba al lector de una manera nueva, con mayor énfasis en el suspense, la sensación y la emoción, opuesto a los enfoques morales e intelectuales. Considerar las novelas góticas como suspenso es problemático ya que están ambientadas en mundos decadentes y anticuados y no cumplen con la tradición de ser consideradas modernas.
La segunda forma literaria que precedió al género del suspenso fue la novela sensacionalista victoriana, comenzando con La dama de blanco de Wilkie Collins (1859-1860), que despojó al género gótico de su misticismo y lo trajo a un tiempo contemporáneo más cercano a la vida cotidiana. Estas novelas a menudo se publicaban en forma serializada, a veces concluyendo sus entregas con finales en suspenso denominados clímax y telón. El tercer prototipo del género fue la ficción detectivesca y de misterio tempranas, como «Los crímenes de la calle Morgue» de Edgar Allan Poe (1841), ampliamente considerado el primer cuento de detectives. La historia de detectives se basó en las formas mencionadas anteriormente y se muestra en historias como la novela de Sherlock Holmes El sabueso de los Baskerville.
Las raíces del suspenso también se asocian generalmente con el auge de la sociedad urbano-industrial en el siglo XIX, que creó una nueva y expandida audiencia masiva junto con nuevas formas de entretenimiento. Esto incluyó melodramas teatrales como La cabaña del tío Tom (1852) en el que un esclavo fugado escapa por un río congelado y el melodrama teatral rural Blue Jeans (1890) que presenta a una heroína que desata al héroe justo antes de que sea cortado por una sierra circular en movimiento. Otras formas de entretenimiento llegaron en el siglo XIX a ferias y parques de diversiones con atracciones orientadas a la emoción, como ruedas de la fortuna y los toboganes acuáticos del tipo shoot the chute, que Rubin describió como una «partida de la realidad monótona que es simplemente una versión intensificada de esa misma realidad monótona».

#### Era del cine mudo
Las ferias fueron los primeros lugares para la exhibición de películas en salones recreativos de espectáculos eróticos, que el historiador de cine Tom Gunning describió como «el cine de atracciones». Las exhibiciones cinematográficas estaban compuestas por cortos orientados a la novedad que proporcionaban sorpresa, asombro, risa o estimulación sexual sin narrativa. La sensación de movimiento en estas primeras películas se incorporó más tarde a un marco conocido como la película de persecución, que ganó prominencia en 1903 y a menudo eran producidas en Gran Bretaña y Francia  empleando una narrativa mínima para una escena de persecución extendida. Este género llevó a una de las películas estadounidenses más celebradas comercialmente de la época, Asalto y robo de un tren (1903), que contenía elementos del cine de robos con sus representaciones de atracos ingeniosamente planeados, además de basarse en la técnica del suspenso de movimiento acelerado. Las películas de persecución eran limitadas en alcance, pero su énfasis en la secuencia de persecución se extendería al futuro en películas como 007 al servicio de su Majestad (1969), Carrera contra el destino (1971) y Máxima velocidad (1994).
El período entre 1907 y 1913 solidificó el creciente dominio de la industria cinematográfica en la narración fílmica, predominantemente con las películas de D. W. Griffith, que Rubin describió como «mejorando el suspenso, la profundidad psicológica y la orientación espacial». Griffith aplicó nuevas técnicas como el cross-cutting (el montaje alternado de las escenas) para construir suspenso en películas como The Girl and Her Trust (1912), que también proporcionaba un contexto psicológico para las acciones.
Los seriales cinematográficos, que presentaban historias divididas en episodios programados regularmente, ampliaron los recursos de suspenso de las primeras películas de persecución. Originalmente publicadas en periódicos como entregas de historias ficticias, el diario Chicago Tribune ideó en 1913 publicar historias serializadas tanto en periódicos como en versiones cinematográficas. Esto llevó a The Adventures of Kathlyn, un serial en 13 partes que fue un gran éxito y resultó en que el periódico desarrollara el aún más exitoso The Million Dollar Mystery. Los seriales a menudo terminaban con momentos de suspenso, un elemento que llevó a la tendencia en el género del suspenso de dividir la historia en una serie de piezas independientes. Los seriales cinematográficos se produjeron más tarde en Europa, con directores franceses como Louis Feuillade, quien pasó de hacer películas de persecución a seriales basados en novelas sobre maestros criminales, como Fantômas (1913) y Los Vampiros (1915).
Fuera de Francia, el lugar europeo más significativo para los seriales fue Alemania, con Fritz Lang escribiendo seriales como The Mistress of the World (1919) y dirigiendo películas como Las arañas (1919). Lang haría películas similares a las de Feuillade, con sus películas basadas en el doctor Mabuse ambientadas en un tiempo contemporáneo. El doctor Mabuse (1922) de Lang fue descrito por Rubin como una parte importante del desarrollo del cine de suspenso con su «red laberíntica y engañosa de locales nocturnos decadentes y guaridas secretas conectados por vías sombrías, callejones sinuosos y pasadizos subterráneos». La película posterior de Lang Los espías (1928) utilizó extensivamente el cross-cutting no solo para aumentar el suspenso y dibujar paralelismos temáticos, sino también para desarrollar lo que Rubin describió como una «visión paranoica de un mundo donde todo parece encajar como parte de una red de conspiración cada vez más amplia». Este tipo de edición se aplicó más tarde a numerosos películas de cine negro como Los asesinos de Robert Siodmak (1946) y Casta de malditos de Stanley Kubrick (1956). También se usó en JFK de Oliver Stone (1991) y Los sospechosos de siempre de Bryan Singer. Durante la era del cine mudo, el cine expresionista alemán estuvo activo desde 1905 en adelante. Estas películas presentaban decorados distorsionados y gestos estilizados que tuvieron una influencia en el cine de todo el mundo. El estilo cinematográfico expresionista fue particularmente relevante para el cine de suspenso, combinando psicología y espectáculo.

### Años 1930
A principios de la década de 1930, surgieron dos movimientos de géneros cinematográficos: el cine de terror de estilo gótico y el cine de gánsteres. El estudio Universal Pictures lideró el género de terror a principios deesta década con su atmósfera derivada del expresionismo, comenzando con dos grandes éxitos: Drácula (1931) y Frankenstein (1931). Rubin señaló que ambas películas carecían de la tensión fundamental del suspenso entre lo familiar y lo exótico o aventurero. También a principios de los años 1930, el cine de gánsteres llegó con películas importantes como El pequeño César de Mervyn LeRoy (1930), El enemigo público de William A. Wellman (1932) y Caracortada de Howard Hawks (1932). Estas películas se centraban en el ascenso y la caída del criminal, y Rubin señaló que el suspenso en estas películas era relativamente leve, dejando ambos géneros una marca en las formas posteriores del cine de suspenso con películas de G-Man (contracción de Government Man; hombre del gobierno) de mediados de la década, las primeras películas de detectives de los años 1940 y las películas de gánsteres de los años 1950.El cine de gánsteres impregnó el entorno urbano moderno de un matiz imponente.

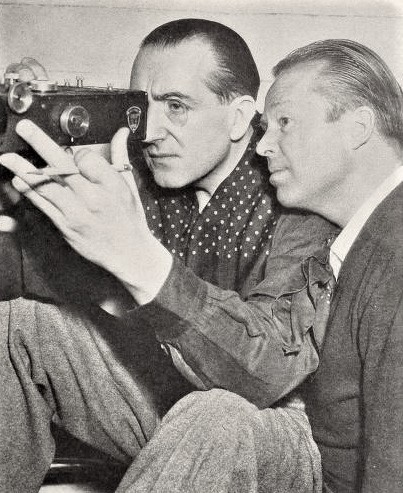
Fritz Lang (a la izquierda) en 1938.

Las películas de terror de principios de la década de 1930 con sus escenarios y villanos europeizados llevaron a lo que Rubin describió como una «creciente inquietud hacia Europa». Tales ansiedades se registraron directamente con las películas de suspenso de espías, que previamente estaban marginadas pero crecieron con las tensiones de los años 1930 y el estallido de la Segunda Guerra Mundial.
Por otra parte, Rubin describió la mitad de la década  como el momento en que el cine de suspenso entró en su período clásico con la aparición de géneros clave que previamente eran inexistentes o menores. Estos incluían la película de espías, la película de detectives, el cine negro, la película policíaca y la película de suspenso de ciencia ficción. Para este momento, el género creció en popularidad en Gran Bretaña con la producción del principal cineasta del país, Alfred Hitchcock. Entre 1934 y 1938, Hitchcock dirigió cinco películas de suspenso de espías: El hombre que sabía demasiado (1934), Los 39 escalones (1935), Agente secreto (1936), La mujer solitaria (1936) y La dama desaparece (1938). 
Junto con la producción de Lang de la época, Rubin afirmó que Hitchcock se convirtió en un cineasta de primera categoría especializado en suspensos cinematográficos clásicos, opuesto a su producción anterior, que solo esporádicamente incluía películas que podían considerarse de dicho género. Comparado con Lang, el enfoque de Hitchcock al suspenso de espías fue descrito por Rubin como «menos abstracto, menos épico» con «un mayor énfasis en la psicología individual y puntos de vista subjetivos», mientras que el enfoque principal de Lang era «la estructura de la trampa», el de Hitchcock era «el estado mental de los atrapados». La primera película de suspenso de espías estadounidense importante de la era de la Segunda Guerra Mundial fue Confesiones de un espía nazi (1939). Tras mudarse a los Estados Unidos, Hitchcock continuó su apego al cine de espías con películas como Corresponsal extranjero (1940) y Sabotaje (1942). A pesar de que estas películas existen más allá de los paisajes urbanos del género del suspenso, no despliegan la naturaleza aventurera de The Adventures of Kathlyn o Las arañas, generalmente careciendo de métodos de transporte exagerados, como saltos en paracaídas, safaris, submarinos o incluso persecuciones a alta velocidad.

### Años 1940
Al igual que el cine de espías, otro género que se popularizó debido a los fenómenos generados por la guerra a principios y mediados de la década de 1940 fue el auge de películas de suspenso centradas en varias fases de las películas policíacas, como el aumento en popularidad de las películas de detectives. Estas abarcaban desde detectives de cine B como Michael Shayne, The Falcon, Boston Blackie, el Médico del hampa, así como historias modernizadas de Sherlock Holmes enfrentándose a nazis. Estas películas de bajo presupuesto llevaron a producciones más importantes como El halcón maltés de John Huston (1941), mientras que El enigma del collar (1944) presentó al personaje Philip Marlowe en el cine. Marlowe aparecería nuevamente en El gran sueño (1946). Estas películas de detectives se basaban en géneros relacionados con el suspenso con su atmósfera nocturna y estilo influenciado por el expresionismo. A menudo se solapaban con el cine negro, un estilo acuñado por críticos franceses en 1946 que surgió a mediados de la década de 1940. El estilo cine negro no fue reconocido por cineastas, críticos o audiencias estadounidenses hasta los años 1970. Las primeras películas consideradas como precursoras del movimiento incluyen Solo se vive una vez de Fritz Lang (1937), la película de serie B El misterio del tercer piso (1940) y I Wake Up Screaming (1941) y la primera de cine negro universalmente reconocida: Pacto de Sangre de Billy Wilder.
Durante los años 1940, la influencia de otros movimientos extranjeros como el neorrealismo italiano y la participación de cineastas estadounidenses en la realización de documentales bélicos, junto con la creciente familiaridad de las audiencias con el estilo crudo y basado en hechos de estos documentales, llevó a Hollywood a desarrollar películas policíacas que se rodaron en locaciones reales en lugar de sets de estudio. Estas películas incluyeron La casa de la calle 92, Call Northside 777 (1947) y la más aclamada de estas películas, La ciudad desnuda (1948), que recreó una cacería policial de un asesino brutal. Estas películas finalmente comenzaron a atenuar su realismo para aplicarse a estilos más propios de cine negro, como con El beso de la muerte (1947), La calle sin nombre (1948) y Orden: Caza sin cuartel (1949). Rubin encontró que ubicar estas películas en locaciones reales aumentaba la tensión del mundo ordinario en comparación con los confines limitados de los sets de estudio.
Se produjeron más películas de espías, incluyendo La casa de la calle 92, que comenzaron a abarcar temas anticomunistas. Esto se inauguró con películas como El telón de acero (1948). Estos títulos se basaban en las convenciones de las películas de gánsteres de los años 1930, con la rama estadounidense de los partidos comunistas representada como una organización de gánsteres. Este ciclo continuó en los años 1950 con I Was a Communist for the FBI (1951), The Red Menace (1949) y Manos peligrosas de Samuel Fuller (1953).

### Años 1950
El crimen fue el enfoque significativo de las películas de suspenso en la década de 1950. Las películas policíacas más realistas de la década anterior y el cine negro se fusionaron en películas de suspenso de policías detectives. A diferencia de los oficiales de policía más pulcros de las películas realistas de los años 1940, estas películas a menudo presentaban al oficial de policía siguiendo caminos más oscuros. Estas incluían The Man Who Cheated Himself (1951), El merodeador (1951), Pushover (1954). Una ola menor de películas de suspenso policiales similares tenía al detective con debilidad moral, pero excesiva. Estas incluían Al borde del peligro (1950), La casa en la sombra (1952), Los sobornados (1953). Rubin declaró que Sombras del mal de Orson Welles (1958) era otra película importante de este estilo de policía imperfecto. Rubin encontró que estas películas negras tardías representaban colectivamente un pico de desarrollo de personajes y complejidad moral en el suspenso cinematográfico que estaba más cerca de las películas psicológicas de Alfred Hitchcock que de las formas orientadas a la acción o al misterio de las películas de suspenso policial.
Las películas de gánsteres sindicales de la época tenían similitudes con las películas de espías anticomunistas y las películas de ciencia ficción de invasión alienígena de entonces con películas como The enforcer (1951), mientras que El imperio del terror (1955) y Los hermanos Rico contenían rupturas en los límites entre el mundo criminal y el mundo legal. Los gánsteres de estas películas no se asemejan a los criminales convencionales del pasado, vestían de manera casual y eran no confrontacionales con violencia contenida.
Los años 1950 también vieron el movimiento del suspenso de ciencia ficción, que previamente era un género relativamente menor. El más prevalente fue un híbrido de ciencia ficción y terror en películas como El mundo en peligro (1954) y ¡Tarántula! (1955), mientras que las películas más sintonizadas con el suspenso ocasionalmente presentaban un tema de invasión alienígena, como en La invasión de los usurpadores de cuerpos (1956), que Rubin describió como situada entre «la mundanidad de la ciencia ficción y el estado de ánimo del cine negro». Las películas de suspenso de ciencia ficción de la era no están ambientadas en planetas lejanos, sino en escenarios del presente como en It Came from Outer Space y El hombre increíble.
Esta década también lanzó lo que Rubin llamó «una serie de obras maestras de Hitchcock», tras un período desigual de experimentación a finales de la década de 1940. Rubin señaló que Hitchcock alcanzó su apogeo con Pacto siniestro (1951), La ventana indiscreta (1954), Vértigo (1958), Intriga internacional (1959) y Psicosis (1960). Durante este período, los críticos angloamericanos preferían los clásicos británicos más desenfadados de Hitchcock de la década de 1930; estas películas fueron declaradas por Rubin como «obras más ambiciosas y maduras», que se convirtieron en el foco de una revaluación importante del estatus artístico de Hitchcock, que incluyó los primeros estudios de libros completos de su obra: Hitchcock (1957), de Eric Rohmer y Claude Chabrol, así como la primera evaluación en inglés, con Hitchcock's Films del crítico de cine Robin Wood (1965). Las tramas y temas de estas películas serían reelaborados por directores posteriores como Jonathan Demme en Last Embrace (1979); Brian de Palma en Vestida para matar (1980), Doble de cuerpo  (1984), Fascinación (1976); y Curtis Hanson en Falso testigo (1987).

### Años 1960
Alrededor de 1960, Rubin señaló que las categorías clave del cine de suspenso pasaron por revisiones importantes. Esto llevó al cierre de lo que describió como una desmitificación subversiva que casi cerró las puertas a géneros como el cine de detectives, recontextualizando géneros como el neo-noir y aumentando la popularidad de algunos géneros como el cine de espías brevemente y otros como el cine policíaca por períodos más largos.
La expansión de la exhibición en los Estados Unidos de películas extranjeras de suspenso de gran prestigio influyó en el cine de suspenso estadounidense. Entre las primeras de estas estaba El salario del miedo de Henri-Georges Clouzot (1953) y Las diabólicas (1955) y Rififí de Jules Dassin (1955), que influyeron en los las películas de suspenso de los años 1960 con su atmósfera sórdida. Otro cruzce entre el cine de suspenso estadounidenses y europeo fue la nouvelle vague (nueva ola francesa), un movimiento que surgió a finales de los años 1950. El estilo de estas películas era generalmente más consciente de sí mismo e intrusivo que el de las películas de Hollywood. Cuando estas películas tenían aspectos de suspenso, estos tenían una calidad desechable. La influencia de la nouvelle vague se vio en películas estadounidenses como Mickey One (1965), A quemarropa (1967) y Bonnie y Clyde (1967), así como en películas posteriores como Las siamesas diabólicas (1972), Terciopelo azul (1986), Perros de reserva (1992).
La película de espías había estado, según Rubin, estancada durante varios años debido a las limitaciones de las películas anticomunistas posteriores a la guerra. El género fue revitalizado dramáticamente por el éxito sorpresa de El satánico Dr. No (1962), que llevó a secuelas cada vez más caras y lucrativas, además de encabezar una fiebre por los espías en el cine y los medios de comunicación de los años 1960. Dr. No fue concebido como una serie de piezas de acción (llamadas golpes por el coproductor de la serie Albert R. Broccoli), que mezclaban la acción y la violencia de la película con generosas dosis de humor y las réplicas y el coqueteo sexual de Bond tras el derramamiento de sangre. Las películas de Bond generalmente se distanciaban con villanos apolíticos, que atenuaban los elementos de la Guerra Fría de las novelas originales y las películas de espías del pasado, ubicando sus películas en Jamaica, Estambul y Miami en lugar de Cuba, Berlín o Israel. Rubin encontró que las películas de Bond eran importantes para el desarrollo del suspenso, pero sus propias dimensiones estaban limitadas debido a que las historias de Bond gravitaban hacia aventuras, las secuencias de suspenso eran moderadas y las tensiones se mantenían simples en comparación con las películas de Hitchcock o Lang. Tras el éxito de las películas de Bond, el personaje se convirtió en el estándar por el cual todas las demás películas de espías de la era se definían por sus similitudes o disimilitudes. Estas incluían tener al espía como un héroe elegante, locaciones coloridas, mujeres atractivas y decorados extravagantes. Muchas películas de espías anteriores a los años 1970 eran predominantemente comedias con elementos de películas de espías, como Flint, agente secreto (1966) y Los silenciadores (1966) y sus secuelas. Otro estilo de películas de espías intentó diferenciarse de las de Bond, mientras aún se distinguía de las películas de espías patrióticas y antinazis o anticomunistas del pasado. Estas películas desglamourizaban la naturaleza de las películas de Bond mientras seguían siendo cine de suspenso, como Ipcress (1965), Funeral in Berlin (1966), El desertor (1966) y ¿Quién es Quiller? (1966). Estas películas presentaban espías que parecían menos invencibles que James Bond y otros super espías, y a menudo presentaban una ventaja más paranoica en sus tramas.
Las películas de suspenso policiales volvieron a la popularidad alrededor del período de problemas de ley y orden entre las campañas presidenciales de 1968 y 1972 a través de un giro general hacia la derecha en Estados Unidos debido a la guerra de Vietnam. Los centrados en la policía eran mucho menos críticos en su tratamiento de sus hombres de ley obsesionados con la justicia y se mostraban luchando por proteger a la sociedad donde las instituciones oficiales les habían fallado. Estas películas regresaron en 1967 con el filme ganador de múltiples premios Oscar En el calor de la noche (1967), que trataba más sobre cuestiones sociales que ser un suspenso directo, el uso de epítetos raciales y métodos de mano dura en la película allanó el camino para películas con personajes como Harry el sucio y Jimmy Popeye Doyle para el próximo ciclo policial. Las primeras películas en el ciclo incluyeron Madigan (1968), El detective (1968), Mi nombre es violencia (1968) y Bullitt (1968), esta última siendo más exitosa financieramente que cualquiera de los mencionados anteriormente. Como Bond, Bullitt presentaba mucho del misticismo de la serie de James Bond, con su estilo de vida elegante y siendo un especialista de élite trabajando con una organización más grande y con considerable autonomía en el curso de sus asignaciones. El productor de Bullitt, Philip D'Antoni, presentó variaciones aún más elaboradas en sus producciones posteriores como La conexión francesa (1971) y The Seven-Ups (1973), ya que las persecuciones en auto se convirtieron en un elemento básico del suspenso policial moderno. Esta películas también presentaban un mundo más áspero y lleno de conflictos más cercano al de las películas de espías anti-Bond. Estas películas también eran más duras y violentas, principalmente debido a la desaparición del Código Hays. La influencia de la película de suspenso policial fue duradera, llevando a las populares series de películas Duro de matar y Arma mortal y adjuntándose a otros géneros como la ciencia ficción (Mad Max, Blade Runner, RoboCop) y la comedia (48 horas y Un detective suelto en Hollywood).

### Años 1970
Una rama del cine de suspenso policial es la película de justicieros, en la que un vengador en un entorno urbano se libera de las restricciones del superpolicía del suspenso policial para operar como un lobo solitario sin placa ni uniforme. Los personajes principales suelen girar en torno a la venganza personal y el deseo de limpiar la sociedad de sus malhechores. Ejemplos incluyen la serie de películas El vengador anónimo, Taxi Driver (1976) y Ms. 45 (1981).
Un ciclo de películas de acción con protagonistas negros que provienen del suspenso policial, las películas de justicieros y películas de blaxploitation llegó en los años 1970. Las películas predominantemente presentan detectives privados de cañón suelto como en Shaft (1971), Slaughter (1972) y Coffy (1973) o estafadores como en Superfly (1972) y The Mack (1973). Las películas a menudo eran derivaciones de películas anteriores como Cool Breeze (1972), un remake de Mientras la ciudad duerme, Hit Man (1972), un remake de Asesino implacable (1971) y Mamá negra, mamá blanca (1973), un remake de Fuga en cadenas (1958). El ciclo generalmente se desaceleró a mediados de los años 1970.
Durante los años 1970, situaciones contemporáneas como el escándalo Watergate y el desencanto por la guerra de Vietnam llevaron a películas suspenso de conspiración. Un ciclo de estas películas incluyó Acción ejecutiva (1973) sobre el asesinato del presidente John F. Kennedy, Asesinos S.A. (1974) sobre una corporación siniestra vinculada a una serie de asesinatos políticos, y otras como La conversación (1974) y Winter Kills (1979). A diferencia de otras películas del pasado, la paranoia de estas películas a menudo se centraba en instituciones estadounidenses en lugar del gansterismo o los comunistas.
Un movimiento relacionado con el suspenso en los años 1970 fue el cine de catástrofes, que llegó con el gran éxito financiero de Aeropuerto (1970), sobre un avión paralizado por una bomba que lucha por aterrizar en una tormenta de nieve. Películas similares sobre un grupo de sobrevivientes que escapan de varios lugares, como La aventura del Poseidón (1972), Infierno en la torre (1974) y Terremoto (1974) sobre un grupo de personas con problemas en Los Ángeles. Las películas a menudo presentaban elencos estelares y generalmente tenían el desastre ocurriendo al inicio o a mitad de la historia en lugar del clímax, con la narrativa enfocándose en el grupo de sobrevivientes. El género terminó tras secuelas abiertas, películas para televisión y parodias. El género tuvo un breve resurgimiento en los últimos años 1990 a través del híbrido de ciencia ficción y desastre Día de la Independencia (1996), que fue seguido por El pico de Dante (1997), Volcán (1997) y Titanic (1997).

### Desde 1990 hasta la actualidad
En los primeros años 1990, el cine de suspenso tenía elemento recurrentes de obsesión y protagonistas atrapados que debían encontrar una manera de escapar de las garras del villano; estos recursos influyeron en varios películas de suspenso en los años siguientes. Misery de Rob Reiner (1990), basada en un libro de Stephen King, presentó a Kathy Bates como una fan desequilibrada que aterroriza a un autor incapacitado (James Caan) que está bajo su cuidado. Otras películas incluyen La mano que mece la cuna de Curtis Hanson (1992) y Obsesión fatal (1992), protagonizada por Ray Liotta.
Detectives y agentes del FBI cazando a un asesino en serie fue otro motivo popular en los años 1990. Un ejemplo famoso es la película ganadora del Oscar a la mejor película El silencio de los inocentes de Jonathan Demme (1991), en el que la joven agente del FBI Clarice Starling (Jodie Foster) se involucra en un conflicto psicológico con un caníbal psiquiatra llamado Hannibal Lecter (Anthony Hopkins) mientras rastrea al asesino en serie Buffalo Bill, y la película de suspenso policíaco de David Fincher Seven (1995) sobre la búsqueda de un asesino en serie que recrea los siete pecados capitales.
Otro ejemplo notable es la película de suspenso psicológico neo-noir de Martin Scorsese La isla siniestra (2010), en el que un agente federal estadounidense debe investigar una instalación psiquiátrica después de que uno de los pacientes desaparece inexplicablemente.
En años recientes, el cine de suspenso a menudo se ha solapado con el género de terror, teniendo más sangre o violencia sádica, brutalidad, terror y escenas aterradoras. Las películas recientes en las que esto ha ocurrido incluyen Paranoia (2007), Silencio en el lago (2008), La venganza de la casa del Lago (2009), Piso 2: El nivel del pánico (2007), El sótano (2007), Hotel sin salida (2007) y Un lugar en silencio (2018). Las escenas de acción también se han vuelto más elaboradas en el género del suspenso. Películas como Desconocido (2011), Bajo amenaza (2005) y Celular (2004) han cruzado al género de acción.

## Subgéneros
El cine de suspenso incluye los siguientes subgéneros:

### Cine de espionaje
El cine de espionaje es un género en el que el protagonista suele ser un agente del gobierno que debe actuar violentamente contra agentes de un gobierno rival o (en los últimos años) terroristas. El subgénero trata a menudo el tema del espionaje de forma realista (como en las adaptaciones de las novelas de John Le Carré). Es un aspecto significativo del cine británico, con contribuciones notables de directores británicos de primera fila como Alfred Hitchcock y Carol Reed, así como de muchas películas ambientadas en el Servicio Secreto Británico. Entre las películas de este subgénero se incluyen Berlin Express, Asesinos S.A., The Tailor of Panama, Spy Game, Hanna, Traidor, El espía que sabía demasiado, El Turista, Misión Imposible, Desconocido , El discípulo, la franquicia de James Bond, Al filo de la mentira, El buen pastor y Los tres días del cóndor.

### Comedia de suspenso
La comedia de suspenso se trata de un género que combina elementos de humor con suspense. Estas películas incluyen Expreso a Chicago, Dr. Insólito o: Cómo aprendí a dejar de preocuparme y amar la bomba, Charada, Hera Pheri, Malamaal Weekly, Entre Besos y Tiros, Escondidos en Brujas, Sr. y Sra. Smith, Tiro al blanco, La cena de los acusados, The Big Fix, Pocket Listing, La dama desaparece y Noche de juegos.

### Giallo
El giallo es el género de suspenso italiano que contiene elementos de misterio, policíaco, slasher, suspenso psicológico y terror psicológico. Se centra en un asesino desconocido que mata personas, con el protagonista teniendo que descubrir de quién se trata. El género fue popular durante finales de la década de 1960 y de la década 1970 pero se continúa produciendo en la actualidad con menos menos frecuencia. Ejemplos incluyen La muchacha que sabía demasiado, Seis mujeres para el asesino, Rojo profundo, La dama roja mata siete veces, Angustia de silencio, Tenebrae, Opera y Insomnio.

### Suspenso de acción
Este subgénero es una mezcla de acción y suspenso en el que el protagonista enfrenta adversarios peligrosos, obstáculos o situaciones que debe superar, normalmente en un entorno de acción. Las películas de suspenso de acción suelen incluir una carrera contra el reloj, armas y explosiones, violencia frecuente y un antagonista claro. Ejemplos incluyen Contracara, Hervidero, Harry el sucio, Búsqueda implacable, El fugitivo, Serpientes a bordo, Máxima velocidad, Batman: El caballero de la noche, Vivir al límite, Terminator, El justiciero, la serie de Duro de matar y la franquicia de Bourne.

### Suspenso de conspiración
El suspenso de conspiración es un género en el que el héroe o heroína enfrenta a un grupo grande y poderoso de enemigos cuya verdadera extensión solo él reconoce. The Chancellor Manuscript y The Aquitaine Progression de Robert Ludlum caen en esta categoría, al igual que películas como Awake, Ojos de serpiente, El código Da Vinci, Al filo de la oscuridad, Poder absoluto, Maratón de la muerte, En la línea de fuego, Capricornio Uno y JFK.

### Suspenso erótico
El suspenso erótico es una película de suspenso que enfatiza el erotismo y donde una relación sexual juega un papel importante en la trama. Se ha popularizado desde los años 1980 y el auge de las videograbadoras en el mercado. El género incluye películas como Fuego en el cuerpo, Prohibida obsesión, Bajos instintos, Chloe, Acoso sexual, Vestida para matar, Ojos bien cerrados, En carne viva, Lujuria y traición y Mujer soltera busca.

### Suspenso legal
El suspenso legal es una película de suspense en la que los personajes principales son abogados y sus empleados. El sistema de justicia en sí es siempre una parte importante de estas obras, a veces casi funcionando como uno de los personajes. Ejemplos incluyen El informe Pelícano, Se presume inocente, Tiempo para matar, El cliente, El defensor y Sin salida.

### Suspenso policíaco
Es un tipo híbrido de cine de crimen y el suspenso, que ofrece un relato lleno de suspenso de uno o varios crímenes exitosos o fallidos. Estas películas a menudo se centran en el o los criminales en lugar del policía. Los temas centrales incluyen asesinos o asesinatos en serie, robos, persecuciones, tiroteos, atracos y traiciones. Algunos ejemplos de películas de suspenso policíacas que involucran asesinos son Seven, Sin lugar para los débiles, La conexión francesa, El silencio de los inocentes, Memento, Vivir y morir en Los Ángeles, Colateral: lugar y tiempo equivocado y Copycat. Ejemplos de películas de suspenso policíacas que involucran atracos o robos son Mientras la ciudad duerme, Cuenta final, Rififí, La emboscada, Fuego contra fuego y Casta de malditos.

### Suspenso político
El suspenso político es un tipo de película en la que el protagonista debe asegurar la estabilidad del gobierno. El éxito de Siete días de mayo (1962) de Fletcher Knebel, El día del Chacal (1971) de Frederick Forsyth y The Manchurian Candidate (1959) de Richard Condon estableció este subgénero. Otros ejemplos incluyen Topaz, Tuyo es mi corazón, El hombre que sabía demasiado, La intérprete, Prueba de vida, Los secretos del poder y El escritor fantasma.

### Suspenso psicológico
El suspenso psicológico es un tipo de película psicológica (hasta la resolución a menudo violenta) donde el conflicto entre los personajes principales es de naturaleza mental y emocional más que física. Los personajes, ya sea por accidente o por su propia curiosidad, se ven arrastrados a un conflicto o situación peligrosos que no están preparados para resolver. Para vencer a sus brutales enemigos, los personajes no dependen de su fuerza física, sino de sus recursos mentales. Este subgénero suele tener elementos de drama, ya que hay un desarrollo profundo de personajes realistas que deben lidiar con luchas emocionales. Las películas de Alfred Hitchcock La sospecha, La sombra de una duda, La ventana indiscreta y Pacto siniestro, así como la extraña e influyente Terciopelo azul, de David Lynch, son ejemplos notables de este tipo, al igual que El talentoso Sr. Ripley, El maquinista, La Isla Siniestra, Espejos siniestros, Insomnia, Identidad, Perdida, Vuelo nocturno, Enlace mortal, Atracción fatal, Río salvaje, La habitación del pánico, Misery, Cabo de miedo, Avenida Cloverfield 10 y Funny Games.

### Suspenso sobrenatural
Las películas de suspenso sobrenatural incluyen elementos de otro mundo (como la fantasía o lo sobrenatural) mezclados con tensión o giros argumentales. A veces, el protagonista o el villano tienen alguna habilidad psíquica y superpoderes. Algunos ejemplos son Poseídos, Desafío al tiempo, Sueños de un asesino, Línea mortal, La llave maestra, Revelaciones, El protegido, El sexto sentido, Premonición, Zona muerta y Cuernos.

### Suspenso social
El suspenso social es un género que utiliza el suspense para llamar la atención sobre los abusos de poder y los casos de opresión en la sociedad. Este nuevo subgénero adquirió notoriedad en 2017 con el estreno de ¡Huye!. Otros ejemplos son El hombre de las sombras, Negocios entrañables, Parásitos y El jardinero fiel.

### Suspenso de terror
Un subgénero que involucra terror.

### Techno-thriller
El tecno-thriller es una película de suspenso en la que la manipulación de tecnología sofisticada desempeña un papel destacado. Algunos ejemplos son  Juegos de guerra, El piso 13, Yo, robot, Ocho minutos antes de morir, Control total, Supernova, Hackers, La red, El mundo del futuro, eXistenZ y Virtuosity.

## Lecturas complementarias
- Frank, Alan (1997). Frank's 500: The Thriller Film Guide (en inglés). Batsford. ISBN 978-0-7134-2728-8.
- Hanich, Julian (2010). Cinematic Emotion in Horror Films and Thrillers: The Aesthetic Paradox of Pleasurable Fear. Routledge Advances in Film Studies (en inglés). Routledge. ISBN 978-0-415-87139-6.
- Hicks, Neil D. (2002). Writing the Thriller Film: The Terror Within (en inglés). Michael Wiese Productions. ISBN 978-0-941188-46-3.
- Indick, William (2006). Psycho Thrillers: Cinematic Explorations of the Mysteries of the Mind (en inglés). McFarland & Company. ISBN 978-0-7864-2371-2.
- Mesce, Bill (2007). Overkill: The Rise And Fall of Thriller Cinema (en inglés). McFarland & Company. ISBN 978-0-7864-2751-2.

- Datos: Q2484376
- Multimedia: Thriller films / Q2484376